# Happy Sam Sawyer
Samuel J. "Happy Sam" Sawyer è un personaggio dei fumetti creato da Stan Lee (testi) e Jack Kirby (disegni), pubblicato dalla Marvel Comics. La sua prima apparizione avviene in Sgt. Fury and his Howling Commandos (vol. 1) n. 1 (maggio 1963).
"Happy Sam" è il diretto superiore di Nick Fury e degli Howling Commandos al tempo della seconda guerra mondiale, dapprima col rango di capitano, successivamente come colonnello e infine come generale.

## Biografia del personaggio
Nato a Washington, la sola informazione nota del passato di Sam Sawyer è che abbia ricevuto l'addestramento da paracadutista in Gran Bretagna nel 1940 dal Finley's Flying Circus ottenendo il grado di tenente e reclutando nell'esercito i giovani Nick Fury e Red Hargrove per una missione speciale nei Paesi Bassi venendo da essi soprannominato ironicamente "Happy Sam" per il suo carattere rigido e serioso. Nel 1942, durante un'operazione in Nordafrica, Sawyer riporta una non meglio precisata ferita a causa della quale viene giudicato non più idoneo allo svolgimento di operazioni sul campo, motivo per il quale, promosso capitano, si mette alla guida di cinque unità speciali: gli Howling Commandos del sergente Nick Fury, i Maulers del sergente "Bull" McGiveney, il Nisei Squadron del sergente Jim Morita, i Missouri Marauders del sergente Bob Jenkins e i Deadly Dozen del sergente Kelly. Nonostante l'età avanzata, l'uomo rimane al comando delle suddette divisioni non solamente fino al termine del conflitto ma anche durante la guerra di Corea e il Vietnam fino a divenire generale.
In seguito Sawyer diviene di stanza a New York e, in un'occasione, lo si vede evacuare la città durante l'attacco di un esercito asgardiano guidato da Loki. Diversi anni dopo, il barone Strucker costruisce un Life Model Decoy con le fattezze di Sawyer per attaccare gli ex-Howling Commandos e Capitan America ma il vero "Happy Sam" si sacrifica gettandoglisi contro e provocandone l'autodistruzione.
Per onorarne la sua memoria, un Helicarrier dello S.H.I.E.L.D. viene battezzato in suo onore e viene istituito il "Samuel J. Sawyer Memorial Veterans Hospital". I suoi resti vengono sepolti nel Cimitero nazionale di Arlington.

## Altri media
- Samuel Sawyer ha un cameo in un episodio della serie animata degli anni novanta Insuperabili X-Men.
- "Happy Sam" Sawyer, interpretato da Leonard Roberts, compare nella serie televisiva Agent Carter[14]. In tale versione egli è un afroamericano, nonché il capitano dell'US Army Nisei Squadron[15] che, dopo la guerra, si arruola nella seconda formazione degli Howling Commandos, capitanata da Dum Dum Dugan.